# Um Deus Dormiu Lá em Casa
Um Deus Dormiu Lá em Casa é o título de uma premiada peça teatral de comédia do escritor e teatrólogo brasileiro Guilherme Figueiredo que teve sua estreia a 13 de dezembro de 1949 no Teatro Copacabana do Rio de Janeiro e que contou no seu elenco com Paulo Autran e Tônia Carrero.

## Enredo
Na estória o autor transpõe a conduta de playboy do bon-vivant carioca Jorge Guinle para o ambiente da mitologia clássica.
Fazendo uma paródia da obra de Plauto Anfitrião que retrata a infidelidade conjugal, Figueiredo inova ao introduzir com irreverência os personagens Creonte e Tirésias da tragédia Édipo Rei de Sófocles, bem como por excluir as figuras das deidades Júpiter e Mercúrio e ainda por não conservar da obra original os personagens Blefarão e Brômia, ao passo em que introduz a escrava Tessala, esposa de Sósia.
Numa ambientação à cultura brasileira Figueiredo insere a voz de um narrador oculto denominado "Demagogós"; deste modo ele substantiva o adjetivo demagogo, como a retratar os políticos do país, e cria um neologismo híbrido entre o grego "demos" (povo) com "gogó", brasileirismo para "goela, garganta, pomo de Adão".

## Ficha técnica e premiações
Pelo texto Figueiredo recebeu os prêmios da Academia Brasileira de Letras e da Associação Brasileira de Críticos de Teatro; a ABCT ainda concedeu medalha de ouro a Silveira Sampaio por sua direção e Carrero venceu o Prêmio da Associação de Críticos Cariocas.
Armando Couto foi assistente de direção; cenografia e figurino por Carlos Arthur Thiré; Jorge Coutinho fez a sonoplastia, em produção da Companhia Fernando de Barros. O elenco principal ficou assim constituído:
- Armando Couto (como Sósia)
- Paulo Autran (como Anfitrião)
- Tônia Carrero (como Alcmena)
- Vera Nunes (como Tessala)